# Claude English
Claude W. English (Columbus, 26 dicembre 1946) è un ex cestista e allenatore di pallacanestro statunitense, professionista nella NBA.

## Carriera
Venne selezionato dai Portland Trail Blazers al settimo giro del Draft NBA 1970 (110ª scelta assoluta).